# Ottavio Assarotti

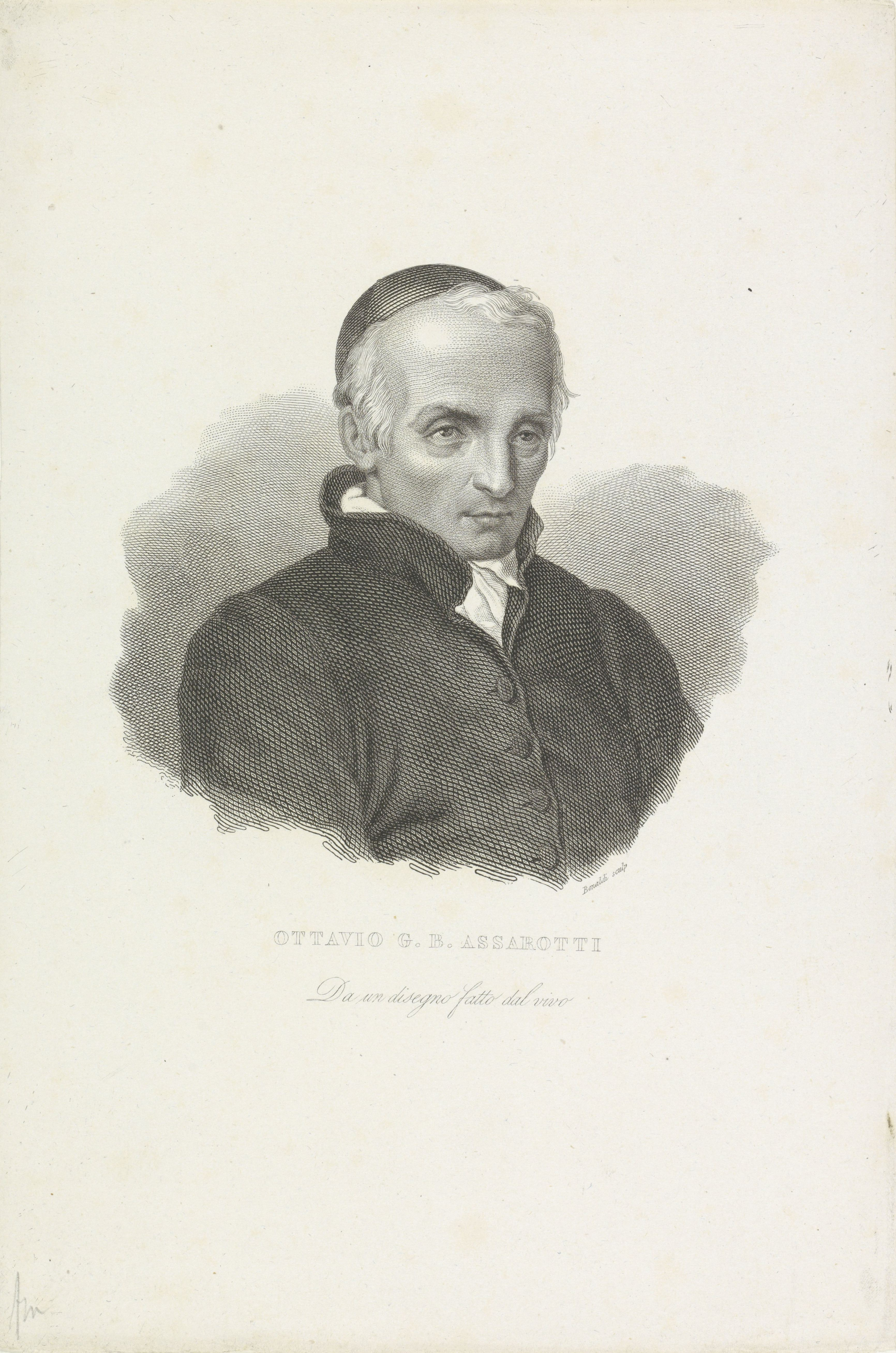
Ottavio Giovanni Battista Assarotti

Ottavio Giovanni Battista Assarotti (* 25. Oktober 1753 in Genua; † 24. Januar 1829 ebenda) war ein italienischer Geistlicher und Theologe, Gründer von Schulen für Gehörlose und Erfinder des Fingeralphabets.

## Biographie
Assarotti war ein junger gehörloser Genueser, der an der Scolopi-Schule studierte, einen Abschluss in Rechtswissenschaft machte und dem Orden der Scolopi-Patres beitrat.
Nachdem er an vielen Instituten unterrichtet hatte, kehrte er nach Genua zurück, wo er sich leidenschaftlich für die Sache der Tauben einsetzte und 1811 das Nationale Institut für Taubstumme in Genua (Istituto Nazionale per Sordomuti di Genova) gründete, das seit 1875 als Stiftung Padre Assarotto in Chiavari die Arbeit fortsetzt.

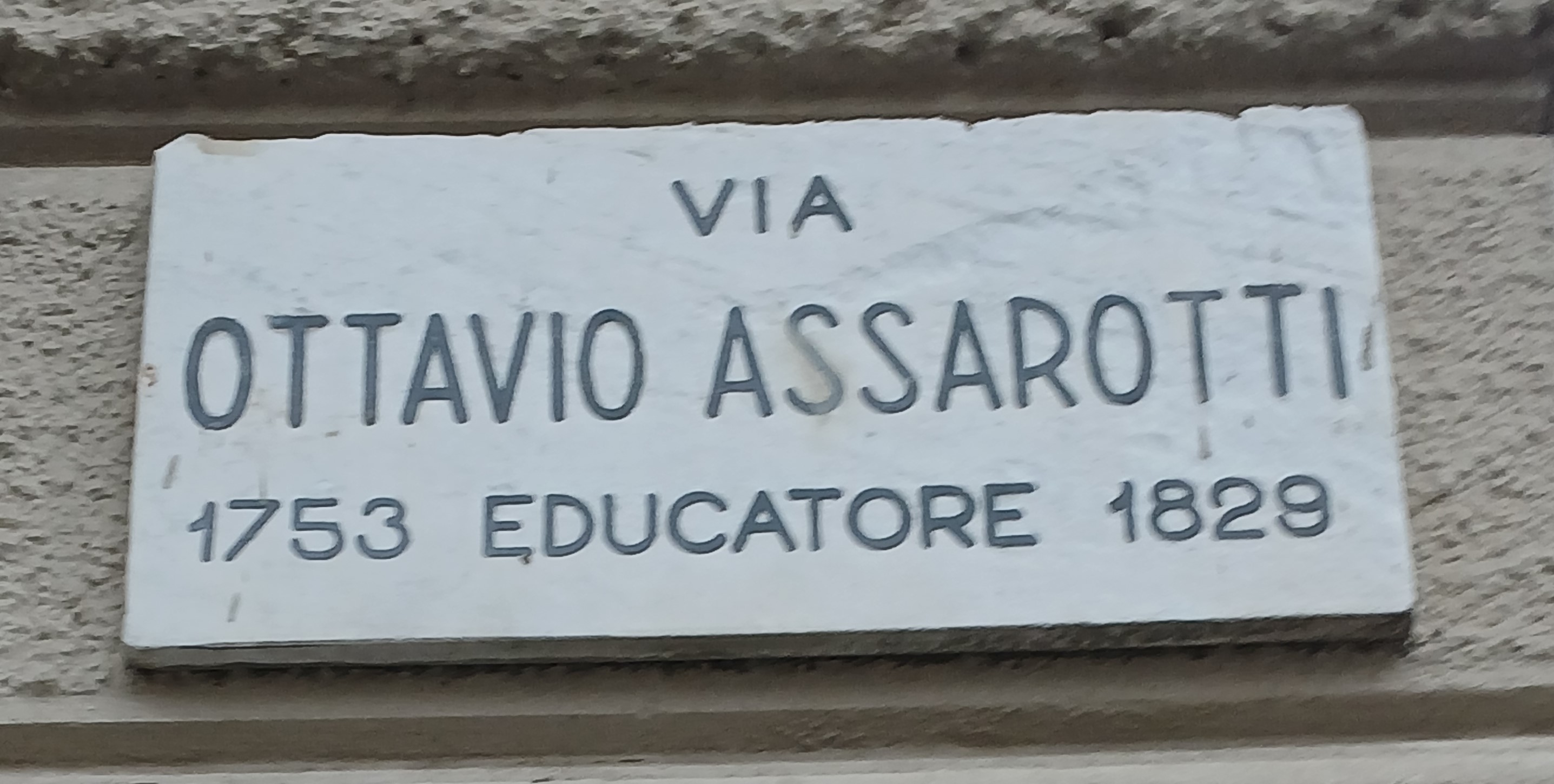
Assarotti-Straße in Turin

Während dieser Zeit erfand er das manuelle oder Fingeralphabet, das Taubstummen noch heute die Kommunikation ermöglicht. Diese Sprache, die als „Methode Assarotti“ bezeichnet wurde, gab den Anstoß zur Gründung zahlreicher weiterer Institute im übrigen Italien.
Er starb am 24. Januar 1829 im Alter von 76 Jahren in Genua, immer noch an der Spitze seines Instituts.
Seine Heimatstadt widmete ihm eine Straße, ebenso wie die Städte Turin und Rom.